# Le Barbier de Séville (film, 1904)
Pour les articles homonymes, voir Le Barbier de Séville (homonymie).
Pour plus de détails, voir Fiche technique et Distribution.
Le Barbier de Séville est un court-métrage muet de Georges Méliès, réalisé en 1904.